# Bathytoma hecatorgnia
Bathytoma hecatorgnia é uma espécie de gastrópode da família Borsoniidae.